# Günter Klappich
Günter Klappich (2 de outubro de 1917 - 22 de janeiro de 1943) foi um oficial alemão que serviu no Deutsches Heer durante a Segunda Guerra Mundial. Foi condecorado com a Cruz de Cavaleiro da Cruz de Ferro com Folhas de Carvalho.

## Condecorações
| Cruz de Ferro (1939) 2ª Classe                                   | 18 de maio de 1940     |
| Cruz de Ferro (1939) 1ª Classe                                   | 9 de setembro de 1940  |
| Distintivo da infantaria de assalto em Prata                     | 27 de junho de 1940    |
| Distintivo de Feridos (1939) em Preto                            | 12 de setembro de 1940 |
| Distintivo de Feridos (1939) em Prata                            | 15 de agosto de 1941   |
| Medalha da Frente Oriental                                       | 3 de agosto de 1942    |
| Cruz de Cavaleiro da Cruz de Ferro                               | 30 de julho de 1942    |
| Cruz de Cavaleiro da Cruz de Ferro com Folhas de Carvalho nº 254 | 8 de junho de 1943     |